# Sonata per a piano núm. 11 en fa menor, D 625 (Schubert)
La Sonata per a piano núm. 11 en fa menor, D 625, és una obra per a piano sol composta per Franz Schubert durant el mes de setembre de 1818. Es creu que l' Adagio en re bemoll major, D. 505 és el seu moviment lent.

## Moviments
I. Allegro
En fa menor. És un fragment; la partitura queda inacabada després del desenvolupament amb una cadència en si♭ menor.
El moviment sencer es genera al voltant del ritme dels primers compassos, i hi ha un ús abundant de trinats, un element que forma part del motiu inicial. El segon tema pot ser descrit com "una versió reconfortant del primer". Com en altres sonates Schubert, el compositor deixa el moviment inacabat i la partitura queda truncada a l'inici de la recapitulació després d'un important desenvolupament amb moltes modulacions. El moviment ha estat completat per Paul Badura-Skoda, qui va enregistrar la sonata en la seva versió acabada, que també ha utilitzat Hanae Nakajima en el seu enregistrament de totes les sonates. D'altra banda, també hi ha la proposta musical de Martino Tirimo que ha completat aquest moviment en la seva edició i enregistrament de totes les sonates de piano. Alguns pianistes, com András Schiff, han enregistrat el moviment tal com Schubert el va deixar; senzillament para la interpretació on acaba el manuscrit.
II. Adagio, D. 505 
En re bemoll major. L' Adagio D. 505 apareix llistat com el 2n moviment de la sonata en un catàleg de les obres de Schubert (amb íncipits) agrupades pel seu germà.
III. Scherzo: Allegretto - Trio
En mi major. Misha Donat descriu el moviment com una música "en la que la molt allunyada tonalitat i la puresa de la sonoritat dona continuïtat a la textura molt prima del primer moviment i el canvi arriba com un xoc intens".
IV. Allegro
En fa menor. És un fragment; la mà esquerra és absent entre els compassos 201 i el 270. Acaba en fa major.
L'elecció de la tonalitat i el caràcter turbulent de l'escriptura, poc habitual en Schubert, indiquen una afinitat, una influència de la Sonata Appassionata, Op. 57, de Beethoven. Mentre Schubert va deixar només un esquema complet d'aquest moviment, la línia de la soprano permet reconstruir l'harmonia amb una certa facilitat.